# Dr. Jekyll and Mr. Hyde (film 1913 Brenon)
Dr. Jekyll and Mr. Hyde è un cortometraggio muto del 1913 diretto da Herbert Brenon (Il regista appare anche tra gli interpreti).
Il soggetto è tratto dal romanzo di Robert Louis Stevenson Lo strano caso del dottor Jekyll e del signor Hyde del 1886 e dalla rappresentazione teatrale dell'anno successivo di Thomas Russell Sullivan. Prima delle quattro versioni cinematografiche del 1913.

## Trama
La trama è tratta da celebre romanzo di Stevenson e narra la storia di un dottore londinese il quale inventa un potenziale farmaco le cui capacità possono trasformarlo in un'altra persona: il crudele Mr. Hyde.
Dopo la metamorfosi egli comincia a commettere alcuni delitti arrivando persino ad uccidere la sua fidanzata e, quando ormai l'alter ego sembra aver preso il sopravvento sul dottor Jekyll, questi si uccide con un veleno.

## Produzione
Il film fu prodotto dall'Independent Moving Pictures Co. of America (IMP).

## Distribuzione
Distribuito dall'Universal Film Manufacturing Company, il film uscì nelle sale il 6 marzo 1913. Nel 1915, venne ridistribuito in una riedizione. Copia del film viene conservata negli archivi dell'UCLA Film and Television Archive.

### Data di uscita
- USA	6 marzo 1913
- USA	27 agosto 1915	 (riedizione)

## Gli altri tre film sul Dr. Jekyll del 1913
- Dr. Jekyll and Mr. Hyde, regia di Charles Urban per la Kinemacolor (1913)
- A Modern Jekyll and Hyde
- Der Andere, regia di Max Mack - Film tedesco in cui Dr. Jekyll e Mr. Hyde si chiamano Dr. Hallers e Dr. Feldmann. La traduzione italiana del titolo è L'altro